# حسين أمير راضي
حسين أمير راضي وهو سياسي عراقي شغل منصب عضو في مجلس النواب العراقي في دورته الأولى من عام 2005 إلى 2010.ولد في محافظة الديوانية قضاء غماس من مواليد 1966 انتخب نائب عن كتلة الاحرار التابعة للتيار الصدري بقيادة مقتدى الصدر عن محافظة واسط حيث يعد حسين أمير راضي العابدي احد قيادات التيار الصدري في محافظة واسط